# Lanarce
Lanarce település Franciaországban, Ardèche megyében. Lakosainak száma 209 fő (2022. január 1.). Lanarce Astet, Issanlas, Lavillatte és Mazan-l'Abbaye községekkel határos.

## Népesség
A település népességének változása:
| Lakosok száma | 377  | 280  | 248  | 173  | 171  | 196  | 200  | 205  | 207  | 209  |
|               | 1968 | 1982 | 1990 | 2006 | 2013 | 2015 | 2017 | 2019 | 2020 | 2022 |